# 王中泉
王中泉（1846年—1919年），直隶省天津府南皮縣（今中華人民共和國河北省滄州市南皮县），清朝武術家，八極拳傳人，精於棍法，有神棍王、條子王之稱。

## 生平
王中泉生於滄州南皮張旗屯，家傳少林棍法，以閻羅棍法、五虎擒羊棍聞名鄉里。王中泉自幼習武，長大後，聽聞羅疃八極拳的名稱，於是到羅疃，擔任長工。1862年，拜入黃四海、張景星門下，在其把式房習武，得到李大忠、張克明的指導，將八極拳門下的六合大槍與行者棍，與其家傳棍法結合。以其家傳五虎擒羊棍（又稱八棍頭）聞名。
習藝12年後，王中泉回到張旗屯授拳。光緒末年，王中泉至北京發展，在北京城九門擺擂台，未遇敵手，一直打入北京城中，被稱為天下第一棍。
1910年，王中泉與其師叔張景星、師弟李書文至天津中華武士會任教習。後與李書文一同至許蘭州處，擔任武術教習。

## 逸事
王中泉與其師弟李書文，兩人相交莫逆。王中泉在北京城立下根基時，李書文曾由滄洲前往投靠，王中泉要求與李書文試手，李書文落敗。王中泉勸告李書文，他目前身手無法在北京立足，希望李書文回到滄洲數年。李書文回到滄洲，苦練數年，再度上北京。王中泉以掌擊李書文，李書文身形絲亳沒有晃動，王中泉方才認可他的實力。李書文此後在京津一帶行走，以六合大槍聞名，被稱為「神槍李」。
在李書文成名後，王中泉曾命其門下徒弟王樹德、張德忠至李書文處習拳，李書文的大徒弟霍殿閣也曾得到王中泉的指導。